# Rosastrupig briljant
Rosastrupig briljant (Heliodoxa rubinoides) är en fågel i familjen kolibrier.

## Utseende
Rosastrupig briljant är en medelstor kolibri med rätt lång näbb som är något böjd vid spetsen. Hanen har varmbeige undersida, grön ovansida och en liten rosa strupfläck. Honan liknar hanen men har mer grönfläckad undersida och strupfläcken är mindre eller saknas helt. 

## Utbredning och systematik
Rosastrupig briljant delas in i tre underarter:
- H. r. rubinoides – förekommer i centrala och östra Anderna i Colombia
- H. r. aequatorialis – förekommer i Andernas västsluttning i Colombia och västra Ecuador
- H. r. cervinigularis – förekommer i Andernas östsluttning i östra Ecuador och nordöstra Peru

## Levnadssätt
Rosastrupig briljant hittas i bergsbelägen molnskog på mellan 1000 och 2200 meters höjd. Där är den vanligen ovanlig i skogens lägre skikt, men kan vara rätt vanlig vid kolibrimatningar.

## Status och hot
Arten har ett stort utbredningsområde, men tros minska i antal, dock inte tillräckligt kraftigt för att den ska betraktas som hotad. Internationella naturvårdsunionen IUCN listar arten som livskraftig (LC).